# Cumhuriyet Anıtı

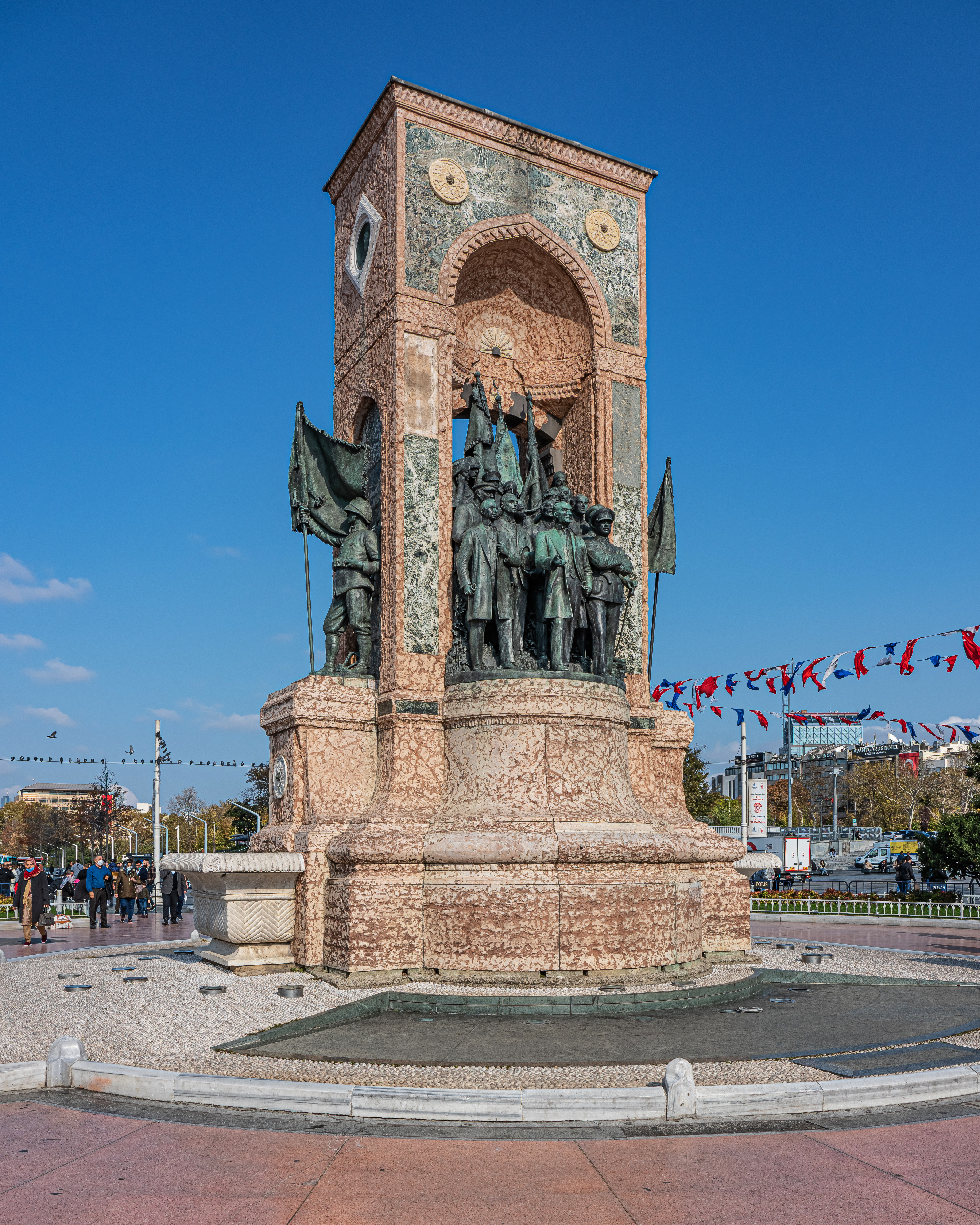
Das „Denkmal der Republik“.

Cumhuriyet Anıtı (zu Deutsch: „Denkmal der Republik“) ist ein Monument in der westlichen Hälfte des Taksim-Platzes in der türkischen Metropole Istanbul. Es soll an die Gründung der Türkischen Republik im Jahre 1923 erinnern. Das vom Italiener Pietro Canonica entworfene Denkmal wurde am 8. August 1928 von Hakkı Şinasi Paşa nach zweieinhalbjähriger Bauzeit enthüllt.

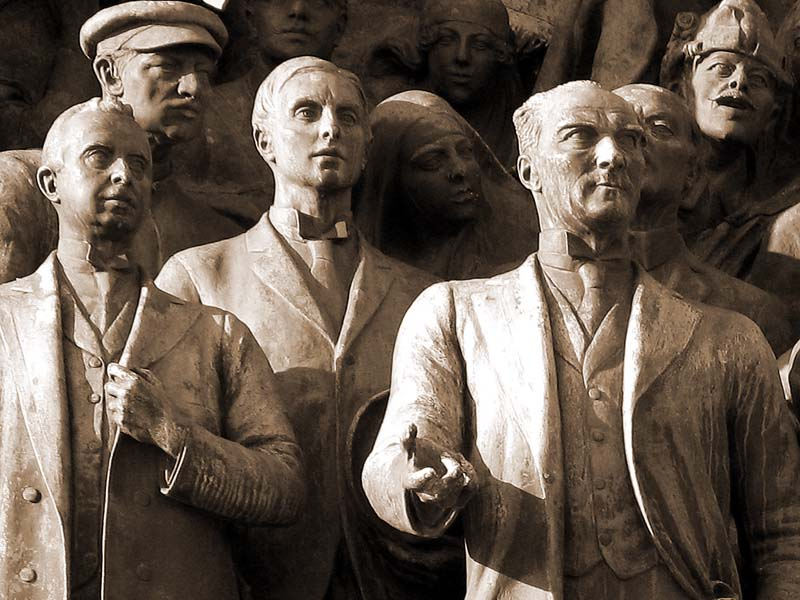
Detail des „Denkmals der Republik“.

Das elf Meter hohe Monument zeigt unter anderem den Gründer der Türkischen Republik Mustafa Kemal Atatürk, den ersten Ministerpräsidenten İsmet İnönü und den Generalstabschef Fevzi Çakmak. Auf der nach Süden gerichteten Seite wird Atatürk als Staatsmann in westlich-europäischer Kleidung dargestellt, während die nordwärtige Seite ihn als Militärperson zeigt. Unter den dargestellten Personen sind angeblich auch zwei hochrangige sowjetische Offiziere, der Marschall Kliment Woroschilow und der General Michail Frunse zu sehen, die an die militärische Unterstützung durch Lenin im türkischen Befreiungskrieg erinnern sollen.
Am Denkmal der Republik werden an nationalen Feiertagen offizielle Zeremonien abgehalten.